# Wolfgang Labuhn

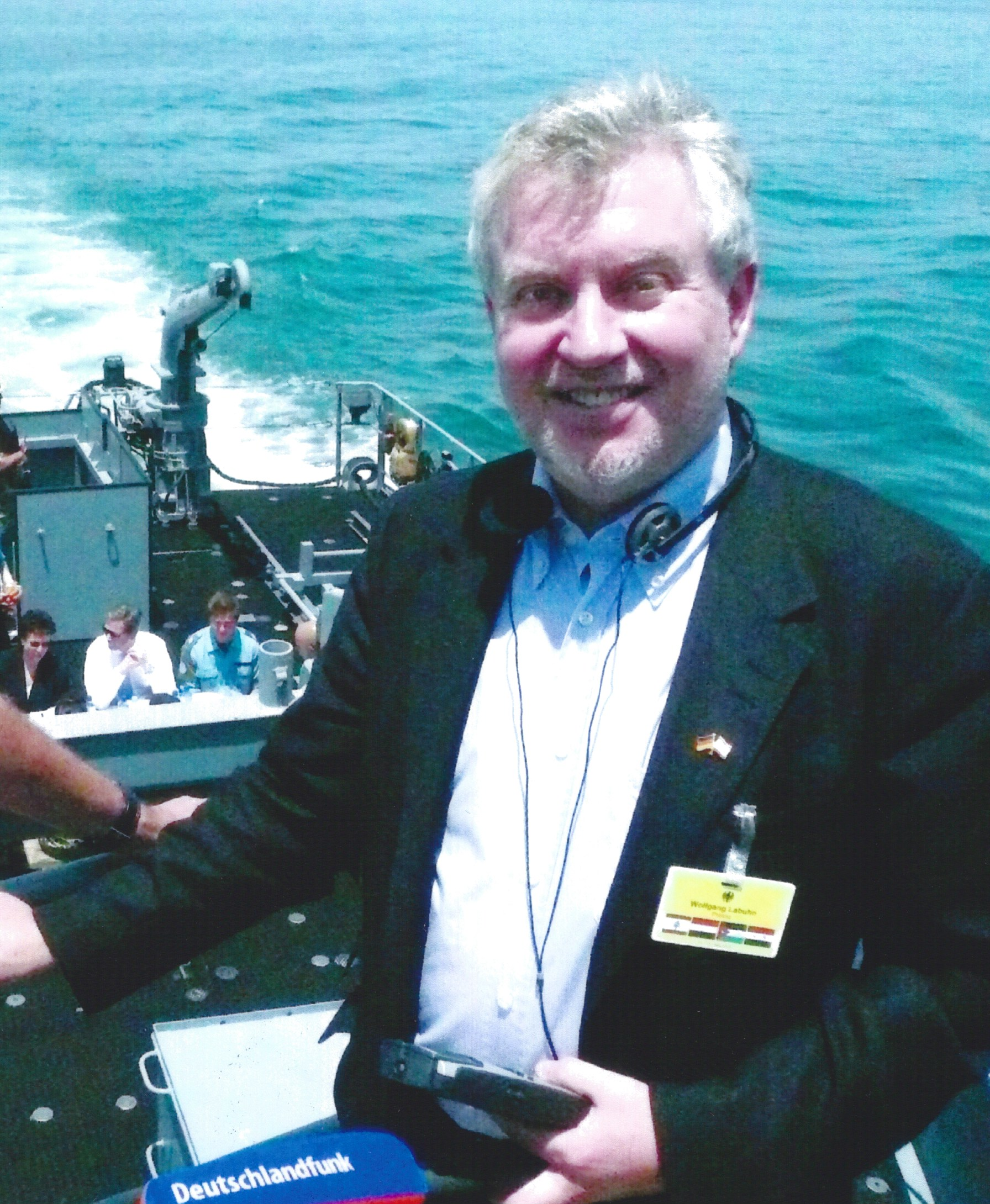
Wolfgang Labuhn (2010)

Wolfgang Labuhn (* 7. November 1948 in Morgenland/Kreis Wesermarsch) ist ein deutscher Journalist. Bis 2012 war er Korrespondent für Außen- und Sicherheitspolitik im Berliner Hauptstadtstudio des Deutschlandradios. Davor war er Abteilungsleiter Aktuelles im Deutschlandfunk und Korrespondent in London.

## Leben
Nach dem Abitur am Max-Planck-Gymnasium in Delmenhorst und dem Grundwehrdienst nahm Labuhn 1969 an der Universität Bonn das Studium der Germanistik und Anglistik auf. 1970/1971 verbrachte er ein Jahr als PAD-Lehrassistent in Gloucestershire (England). 1975 legte er die Erste Philologische Staatsprüfung für das Lehramt an Gymnasien ab, blieb anschließend aber als Wissenschaftliche Hilfskraft (1975/1976) und als Wissenschaftlicher Assistent (1976 bis 1979) am Germanistischen Seminar der Universität Bonn. Schwerpunkt seiner wissenschaftlichen Tätigkeit war die Betrachtung politischer Literatur unter der Zensur im Deutschen Bund seit 1815. Parallel dazu war er 1976/1977 DAAD-Lektor für Deutschlandstudien an der Universität Nijmegen (Niederlande). 1979 promovierte er an der Universität Bonn mit einer Arbeit über den Journalisten und Schriftsteller Ludwig Börne.
Nach der Promotion ging Labuhn 1979 zum German Language Service der BBC in London, wo er als Übersetzer, Moderator und Autor tätig war.
1985 wechselte er zum Deutschlandfunk nach Köln. Dort arbeitete er in der Redaktion Zeitgeschehen als Redakteur, Moderator, Reporter und Autor. Zu den von ihm moderierten Sendungen gehörten vor allem die „Informationen am Morgen“ und „Informationen am Mittag“. Ein breites Presseecho fand ein am 24. Oktober 1989 von ihm präsentiertes live gesendetes Telefonat zwischen Wolf Biermann (Hamburg) und Bärbel Bohley (Ost-Berlin).
1991 übernahm er im Deutschlandfunk die Leitung der neu geschaffenen Redaktion Zeitfunk und ab 1996 in Personalunion ferner die Leitung der Abteilung Aktuelles. Auch in dieser Funktion moderierte er weiterhin regelmäßig die wichtigsten aktuellen Informationssendungen.
1999 wurde Labuhn Deutschlandradio-Korrespondent in London. Sein Berichtsgebiet umfasste das Vereinigte Königreich und die Republik Irland.
Von 2004 bis zu seinem Eintritt in den Ruhestand 2012 war er Korrespondent für Außen- und Sicherheitspolitik im Deutschlandradio-Hauptstadtstudio. Während seiner beruflichen Tätigkeit im Hörfunk von 1979 bis 2012 wurden von Labuhn über 5.000 aktuelle Berichte, Interviews, Kommentare, Reportagen und Features gesendet.
Von 2013 bis 2023 war Labuhn Berliner Korrespondent der Zeitschrift Europäische Sicherheit & Technik.

## Veröffentlichungen (Auswahl)
- H.H. Houben: Der ewige Zensor.Hg. v. Claus Richter und Wolfgang Labuhn (= Neudruck der Ausgabe Polizei und Zensur, Berlin 1926). Kronberg/Taunus 1978, ISBN 3-7610-8800-0
- Literatur und Öffentlichkeit im Vormärz. Das Beispiel Ludwig Börne. Königstein/Taunus 1980 (= Dissertation Bonn 1979), ISBN 3-445-02015-9
- „Öffentliche Meinung“. Zu ihrer Wort- und Begriffsgeschichte im Deutschen. Zeitschrift für deutsche Philologie Bd. 98 (1979) Sonderheft. Aus der Werkstatt deutscher Literatur- und Sprachwissenschaft. Festgabe für Hugo Moser. S.209–217, ISSN 0044-2496.
- Ludwig Börne als politischer Publizist 1818–1837. Juden im Vormärz und in der Revolution von 1848. Hg.v. Walter Grab/Julius H. Schoeps (= Studien zur Geistesgeschichte Bd.3). S. 29–57. Stuttgart-Bonn 1983, ISBN 3-922801-61-7.
- „Die Kunst – eine Tochter der Zeit“. Neue Studien zu Ludwig Börne. Hg. v. Inge Rippmann und Wolfgang Labuhn. Bielefeld 1988, ISBN 3-925670-12-2.
- Presse und Öffentlichkeit 1819/1991. Eine Doppelbetrachtung. Zeitschrift für deutsche Philologie Bd. 115 (1996) Sonderheft. Klassik, modern. Für Norbert Oellers zum 60. Geburtstag. S. 179–187, ISSN 0044-2496 (ZfdPh). ISSN 0949-1678 (ZfdPh - Sonderheft), ISBN 3 503 03751 9.
- 60 Jahre Bundeswehr. Der Mittler-Brief. Informationsdienst zur Sicherheitspolitik. Nr.2 (2015), ISSN 0936-4013.
- Auf dem Weg zur Europäischen Verteidigungsunion - der PESCO-Prozess in der EU. GSZ. Zeitschrift für das Gesamte Sicherheitsrecht. Nr. 2(2019). S.66–70, ISSN 2567-3823.
- Ein Sondervermögen für die Sicherheit. GSZ. Zeitschrift für das Gesamte Sicherheitsrecht. Nr. 5(2022). S.229–231, ISSN 2567-3823.

## Radio-Features (Auswahl)
- „Worte sind meine Werkzeuge“. Ludwig Börne und die ausgebliebene Revolution vor 150 Jahren (Radio Bremen II. 3. November 1982)
- „Zum Teufel mit den Briten!“ Das Leben von Karl Marx in London (Radio Bremen II. 24. August 1983)
- „Bleibe im Lande und nähre dich redlich!“ Deutsche Einwanderer im viktorianischen London (Radio Bremen II. 26. September 1984)
- „Hier ist England - Hier ist England - Hier ist England!“ Das deutsche Programm der BBC im 2. Weltkrieg (BBC German Language Service 8. Mai 1985)
- „Unsere lieben Kanalinseln!“ Die deutsche Besetzung der britischen Inseln Jersey, Guernsey, Alderney und Sark 1940-1945 (Deutschlandfunk 9. August 1988)
- Nach dem Chimurenga. Simbabwes erstes Jahrzehnt (Deutschlandfunk 17. April 1990)
- „Bittet aber, dass eure Flucht nicht geschehe im Winter oder am Sabbat“. Bericht vom Treck aus Ostpreußen im Jahre 1945 (Deutschlandfunk 17. Januar 1995)
- „... in unserem Herzen in Stücke zersprengt“. Armin T. Wegner: Ein Chronist von Völkermord und Völkerfrühling (Deutschlandfunk 26. Juli 2011)